# 道樞
《道枢》是一部广集道教方术精要之类书。北宋末、南宋初道教學者曾慥编撰。“道枢”一词，出于《庄子·齐物论》：“彼是莫得其偶，谓之道枢。”曾慥取之以名书，含有道术精要之义。全書42卷，共108篇。《道枢》分篇辑录诸家之说，或采撷诸家炼养要语，附以评论，联缀成篇。其篇名多取自原作书。每篇題下，均用四言四句提示該篇要點及傳授原委。此书内容包括内丹、外丹、存思、守一、服气、导引、咽纳、存神、炼精、内观、胎息、摄养等，為研究道教修煉特別是內丹術的重要著作。后被收入《正統道藏》和《道藏輯要》。